# الطباق (العدين)

تعديل مصدري - تعديل

الطباق محلة تابعة لقرية عنة، التابعة لعزلة قصع حليان بمديرية العدين إحدى مديريات محافظة إب في الجمهورية اليمنية.، بلغ تعداد سكانها 47 حسب تعداد اليمن لعام 2004.